# Gaceta de Galicia
Gaceta de Galicia fou un diari que es va editar a Santiago de Compostel·la entre 1879 i 1918.

## Història i característiques
Aparegué l'1 de gener de 1879, com a continuació d'El Diario de Santiago, amb Manuel Bibiano Fernández com a propietari i primer director. Fou un periòdic d'orientació política liberal vinculat a Eugenio Montero Ríos, pel que fou qualifica5 de "monterista". En 1887 el dirigí Joaquín Arias Sanjurjo i l'any següent Manuel Álvarez Uzal. El seu redactor en cap fou Eusebio Alonso Vieites. Des del 30 de desembre de 1892 exercí com a director Antonio Fernández Tafall. Cessà la seva publicació l'octubre de 1915 però reaparegué immediatament, l'1 de febrer de 1916, refós amb Voz del Pueblo i amb Ramón Rivera Torres com a propietari i director. En novembre de 1917 passà a dirigir-lo l'advocat Francisco Vázquez Enríquez, i començaren les col·laboracions de Valentín Paz Andrade. El 30 de novembre de 1918 desaparegué definitivament. Fou substituït per El Noticiero Gallego.